# Sebastian Salaberria
Sebastian Salaberria (Oiartzun, Guipúscoa, 1915 - Hernani, Guipúscoa, 2003 va ser un escriptor en èuscar.

## Obres

### Narrativa
- Neronek tirako nizkin (1964, Auspoa)
- Sagardotegiak (1997, Sendoa)

### Poesia
- Nere soroko emaitzak]' (1984, Auspoa)